# ミシェル・ペトルチアーニ
ミシェル・ペトルチアーニ（Michel Petrucciani、1962年12月28日 - 1999年1月6日）は、フランス出身のジャズ・ピアニスト。先天性疾患による障害を克服し、フランス最高のジャズ・ピアニストと評価されるほどの成功を収めた。
その独自性の強いスタイルはビル・エヴァンスらの影響を受けており、また一部ではキース・ジャレットとも比較される。

## 生涯

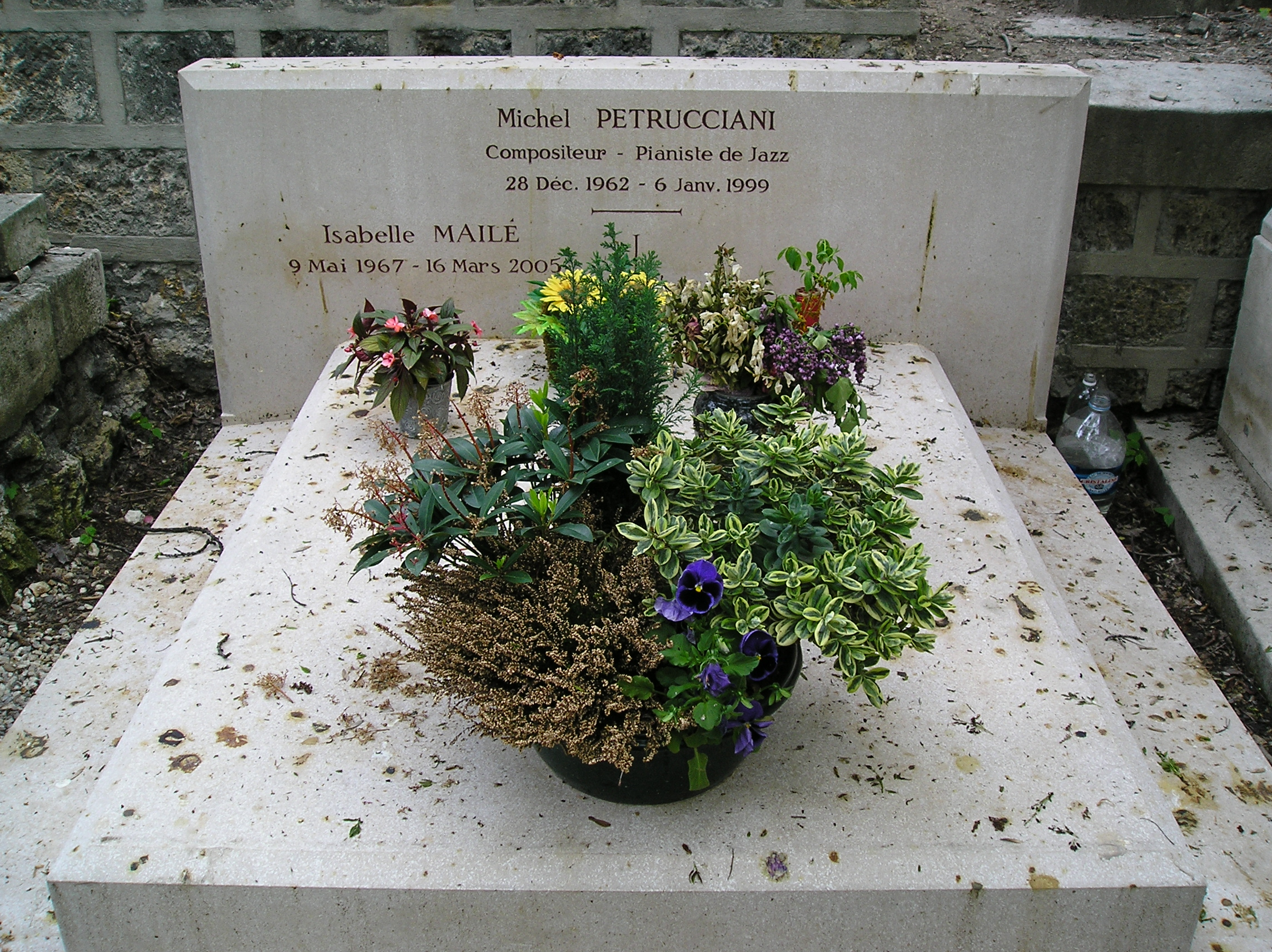
ペトルチアーニの墓

ペトルチアーニはフランスのオランジュでイタリア系フランス人の家庭に生まれた。遺伝的原因から、生まれつき骨形成不全症という障害を背負っていた。この障害のため、彼の身長は成長期になっても1メートルほどにしか伸びず、骨はもろく、またしばしば肺疾患に苦しめられた。同年代の少年が熱中するようなスポーツに加わることはできず、ペトルチアーニの関心はもっぱら音楽に向けられるようになった。ペトルチアーニは特にデューク・エリントンの音楽を好み、ピアニストになりたいと願うようになった。そこでクラシック・ピアノを習い始め、何年も練習を続けたが、その一方でジャズから心が離れることはなかった。
ペトルチアーニは13歳で最初のコンサートを迎え、18歳の時に初めてトリオを組んだ。彼の骨は非常にもろかったので、演奏席までは他人に運んでもらわねばならなかった。またペダルに足が届かないためペダル踏み機を使わねばならなかったが、腕は標準的なサイズであったことで、鍵盤を弾くことができたのである。その天才的な演奏ぶりは広く注目を集めた。
1982年、ペトルチアーニはアメリカへ渡った。アメリカで彼はチャールズ・ロイドのバンドに参加するなど、いっそう積極的に演奏に取り組み、1980年代から1990年代を代表するジャズ・ピアニストの一人となった。1986年にはウェイン・ショーターとアルバムで共演、また晩年のディジー・ガレスピーとも共演している。
ペトルチアーニはフランス人としては最初に、名門ジャズ・レーベルのブルーノート・レコードと契約したピアニストである。1994年、レジョン・ドヌール勲章を受章、2002年6月にはパリ18区の広場が「ミシェル・ペトルチアーニ広場」と命名された。
ペトルチアーニは3人の女性と関係を持った。 最初の結婚はインディアン・ナバホ族出身のエルリンダ・モンターニョ。2度目の結婚はイタリア人のピアニスト、ジルダ・ブッタ（Gilda Buttà）。ペトルチアーニは2人の息子の父親となったが、アレクサンドル（Alexandre）は父親と同じ障害を持って生まれた。
ペトルチアーニはイタリア語をとても流暢に話すことができたため、イタリアでのコンサートではアナウンスを自らイタリア語で行った。
ペトルチアーニは、若い頃から体質上「寿命は20歳程度まで」と言われていた身だった。実際にはそれよりはるかに寿命を長らえて活躍したが、ツアー先のニューヨークで急性肺炎を起こして死去した時は、36歳の誕生日から10日足らずであった。彼の遺体はパリのペール・ラシェーズ墓地内、フレデリック・ショパンの墓からほど近い場所に葬られた。
2011年、マイケル・ラドフォード監督によるドキュメンタリー映画『情熱のピアニズム』が製作される（日本公開：2012年10月13日）。幼少時から死の直前までの演奏風景や日常を撮り溜めた貴重な映像を中心に、家族や音楽仲間らの証言によって構成されている。第37回セザール賞ドキュメンタリー部門にノミネートされるなど高い評価を受けた。

## 年譜
- 1962年12月28日 - トニー・ペトルチアーニの三男としてフランスのオランジュに生まれる
- 1966年 (4歳) - テレビでデューク・エリントンを見てクラシック・ピアノを習い始める
- 1968年 (5 又は6歳) - オランジュ古代劇場にてカウント・ベイシーを聴く
- 1968年 (6歳) - モンテリマールへ引っ越す
- 1970年代初め - ダンスホールで初めて演奏する。ギャラはオレンジ一つ。
- 1975年 - ドローム県、クリウスクラ・ジャズ・フェスティバルに出演、プロ・デビュー。スペシャル・ゲストとして参加したクラーク・テリーに認められる
- 1977年 - モンテリマール劇場で行われたケニー・クラーク、ダニエル・ユメール、シャルル・ソードレーのツアーに一部で参加する。このときダニエル・ユメールからアルバムを作ろうと誘われるが、父親がまだ早いと断る。
- 1980年7月 - グランド・モット・フェスティバルに参加する。ビル・エヴァンスに会う。
- 1980年 - パリで最初のアルバム『Flash』を録音、レコード・デビューする
- 1981年 - カリフォルニアに旅立ち、友人のロックス・ドロハートによる紹介でビック・サーにあるエサレン研究所にて住み込みで働く。ここでチャールズ・ロイドの妻ドロシー・ダールに出会ったことにより、ロイドとの演奏活動が始まる。
- 1981年 - チャールズ・ロイドとサンタバーバラのロベロ劇場にてコンサートを行う。マスコミにロイドをカムバックさせたフランスのピアニストとして取り上げられる。
- 1981年(18歳) - インディアン・ナバホ族出身のエルリンダ・モンターニョと結婚する
- 1981年-1982年 - リー・コニッツ（アルト・サックス）と欧州公演を行う
- 1982年7月 - チャールズ・ロイド・カルテットにてモントルー・ジャズ・フェスティバルに参加する
- 1982年 - チャールズ・ロイドとパリ・ジャズ・フェスティバルに参加する
- 1983年 - ニューヨークの「クー・ジャズ・フェスティバル」にソロ･ピアノで出演する
- 1983年 - フランク・カッセンティ監督の映画『Lettre A Michel Petrucciani』がカンヌ映画祭に出品される
- 1985年 - チャールズ・ロイド・カルテットから脱退する
- 1985年 - エルリンダ・モンターニョと離婚する
- 1985年 - ニューヨークに移る
- 1985年 - フランス人として初めてブルーノート・レコードと専属契約し『ピアニズム』を録音
- 1993年 - イタリア人ピアニスト、ジルダ・ブッタと結婚するが、3ヶ月で離婚する
- 1994年 - フランスに戻る
- 1994年 - フランス政府からレジオンドヌール勲章を贈られる
- 1997年11月 - 南青山「ブルーノート東京」において来日公演
- 1998年2月 - インターネットでオンライン・インタビューを行う
- 1999年1月6日 - ニューヨークにて肺感染症に冒され、マンハッタンのベス・イスラエル・メディカルセンターに入院、他界する。36歳
- 1999年1月15日 - パリのサン・ロック教会で葬儀が行われる

## ディスコグラフィ

### リーダー・アルバム
- Flash (1980年、Bingow)
- 『ミシェル・ペトルチアーニ』 - Michel Petruciani (1981年、Owl)
- 『エスターテ』 - Estate (1982年、IRD/Sound Hills)
- Darn That Dream (1982年、Celluloid/Rsd)
- 『トゥート・スウィート』 - Toot Sweet (1982年、Owl) ※with リー・コニッツ
- 『オーラクルズ・デスティニー』 - Oracle's Destiny (1983年、Owl)
- 『ハンドレッド・ハーツ』 - 100 Hearts (1984年、Concord/George Wein Collection)
- 『ライブ・アット・ザ・ヴィレッジ・ヴァンガード』 - Live At The Village Vanguard (1985年、Concord/George Wein Collection) ※ニューヨーク「ヴィレッジ・ヴァンガード」でのライブ
- 『ノートン・ノーツ』 - Note'n Notes (1984年、Owl)
- 『コールド・ブルース』 - Cold Blues (1985年、Owl) ※with ロン・マクルーア
- 『ピアニズム』 - Pianism (1986年、Blue Note)
- 『パワー・オブ・スリー』 - Power Of Three (1987年、Blue Note) ※モントルー・ジャズ・フェスティバルでのライブ with ジム・ホール、ウェイン・ショーター
- 『ミシェル・プレイズ・ペトルチアーニ』 - Michel Plays Petrucciani (1988年、Blue Note)
- 『ミュージック』 - Music (1989年、Blue Note)
- Date With Time (1991年、Owl) ※1981年録音
- 『プレイグラウンド』 - Playground (1991年、Blue Note)
- 『ライヴ』 - Live (1991年、Blue Note) ※フランスのメス「アルセナル (Arsenal de Metz) 」でのライブ
- 『プロムナード・ウィズ・デューク』 - Promenade With Duke (1993年、Blue Note)
- 『マーヴェラス』 - Marvellous (1994年、Dreyfus) ※スタジオ「パレ・デ・コングレ・ド・パリ」にて録音。トニー・ウィリアムス参加
- 『デュオ・イン・パリ』 - Conference De Presse (1994年、Dreyfus) ※with エディ・ルイス
- 『シャンゼリゼ劇場のミシェル・ペトルチアーニ』 - Au Théâtre Des Champs-Elysées (1995年、Dreyfus) ※「シャンゼリゼ劇場」でのソロ・ライブ
- 『フラミンゴ』 - Flamingo (1996年、Dreyfus) ※with ステファン・グラッペリ
- 『ボース・ワールズ』 - Both Worlds (1997年、Dreyfus)
- 『ソロ・ライヴ』 - Solo Live in Germany (1998年、Dreyfus) ※フランクフルト「旧オペラ座」でのライブ
- 『ライヴ・アット・ブルーノート東京』 - Trio In Tokyo (1999年、Dreyfus) ※1997年11月録音。南青山「ブルーノート東京」でのライブ with スティーヴ・ガッド、アンソニー・ジャクソン
- Conversations With Michel (2000年、Go Jazz) ※1988年、1989年録音 with ボブ・マラック
- 『カンヴァセーション』 - Conversation (2001年、Dreyfus) ※1992年11月録音 with トニー・ペトルチアーニ
- 『ドレフュス・ナイト』 - Dreyfus Night In Paris (2003年、Dreyfus) ※1994年7月ライブ録音 with マーカス・ミラー
- Michel Petrucciani & NHOP (2009年、Dreyfus) ※1994年4月録音。コペンハーゲンでのライブ with ニールス・ペデルセン
- 『ワン・ナイト・イン・カールスルーエ』 - One Night In Karlsruhe (2019年、Jazzhaus) ※1988年ライブ録音

### コンピレーション・アルバム
- The Blue Note Years (1993年、Blue Note) ※1985年-1992年音源
- Both Worlds Live North Sea Jazz Festival (1997年、Dreyfus) ※『マーヴェラス』『フラミンゴ』のカップリング
- 『未発表ライヴ・ボックス』 - Concerts Inedits (1999年、Dreyfus) ※1993年、1994年録音
- 『OWLイヤーズ 1981-1985』 - Days And Wine And Roses (1981-85) (2000年、Owl)
- 『ソー・ホワット (ベスト・オブ)』 - So What: Best of Michel Petrucciani (2004年、Dreyfus)
- The Complete Dreyfus Jazz Recordings (2008年、Dreyfus) ※10CD、2DVD

### 参加アルバム
- ミシェル・グレイエ : 『ドリーム・ドロップス』 - Dream Drops (1981年)
- チャールズ・ロイド : Night Blooming Jasmine (1981年) ※カセット
- チャールズ・ロイド : 『フォレスト・フラワー・イン・モントルー82』 - Montreux '82 (1983年、Elektra/Musician)
- チャールズ・ロイド : 『コペンハーゲンの夜』 - A Night In Copenhagen (1985年、Blue Note)
- Various Artists : 『ワン・ナイト・ウィズ・ブルーノート Vol.4』 - One Night With Blue Note Volume 4 (1985年、Blue Note) ※ワン・ナイト・ウィズ・ブルーノートでのライブ
- ラシェル・フェレル : First Instrument (1989年)
- ザ・マンハッタン・プロジェクト : 『ザ・マンハッタン・プロジェクト』 - The Manhattan Project (1989年、Blue Note)
- ルイ・ペトルチアーニ : The Librarian (1990年、Anaïs)
- ジョー・ロヴァーノ : 『身も心も』 - From The Soul (1991年、Blue Note)
- フィリップ・ペトルチアーニ : The First (1991年)
- セルジュ・フォルテ : Vaina (1992年)
- リアーヌ・フォリー : Lumieres! (1994年)
- シャルル・アズナヴール : 『ジャズナヴール』 - Jazznavour (1998年、EMI)
- スティーヴ・グロスマン : 『パリジャン・ウェルカム』 - Steve Grossman Quartet with Michel Petrucciani (1999年、Dreyfus)
- パトリック・ロンダット : On The Edge (1998年)

### 映像作品
- Lettre A Michel Petrucciani (1983年)
- 『ライヴ・アット・ザ・ヴィレッジ・ヴァンガード』 - Live At The Village Vanguard (1984年)
- 『ワン・ナイト・ウィズ・ブルーノート』 - One Night With Blue Note (1985年)
- 『Mt.FUJIジャズ・フェスティバル'86 ウィズ・ブルーノート Vol.2』 - Mt.Fuji Jazz Festival'86 With Blue Note Vol.2 (1986年) ※オムニバス
- 『パワー・オブ・スリー』 - Power Of Three – Live At Montreux (1986年)
- 『マンハッタン・プロジェクト』 - The Manhattan Project (1989年)
- Non Stop - Eine Reise mit Michel Petrucciani (1996年)
- 『ライヴ・イン・コンサート』 - Live In Concert (1998年)
- Michel Petrucciani: In Memorien (1998年)
- 『情熱のピアニズム』 - Michel Petrucciani: Body & Soul (2011年) ※ドキュメンタリー映画

## ビブリオグラフィ

### 楽譜
- Petrucciani Original Transcription Piano (1992年)
- Michel Petrucciani Note For Note (1993年)
- Michel Petrucciani Songbook (2000年)

### 書籍
- Michel Par Petrucciani/Frederic Goaty （2000年、フランス語）